# 生産者余剰
生産者余剰（せいさんしゃよじょう,英: producer surplus）とは、均衡取引量までの、均衡取引価格と生産者の限界費用との差額の総和で、取引から得られる企業の便益を指す。
収入から変動費用を引いた粗利潤に一致するので、固定費用を無視した場合の利潤に等しい。
式で表すと、生産者余剰＝（収入－変動費用）＝（利潤＋固定費用） となる。
二次元平面で表せば、供給曲線と取引価格を高さとする水平線と価格軸に挟まれた面積が生産者余剰となる。
これらの余剰は、消費税や輸出入などを考慮すると変化する。